# بولس الشماس
بولس الشماس (تقريبًا 720 - 13 أبريل وغالبًا 799)، ويعرف أيضًا بولس دياكونوس أو وارنفريد أو بارنفريدوس أو كاسينينسيس (أي من مونتي كاسينو)، كان راهبًا بندكتيًا ومؤرخًا للومبارد في كتابه هتسوريا لانغوباردوم.

## روابط خارجية
- بولس الشماس على موقع الموسوعة البريطانية (الإنجليزية)